# Piedigriggio
Piedigriggio es una comuna   y población de Francia, en la región de Córcega, departamento de Alta Córcega.
Su población en el censo de 1999 era de 124 habitantes.

## Demografía
| 89 | 108 | 102 | 119 | 99 | 124 |
| Para los censos de 1962 a 1999 la población legal corresponde a la población sin duplicidades (Fuente: INSEE [Consultar]) |     |     |     |    |     |